# 銃声

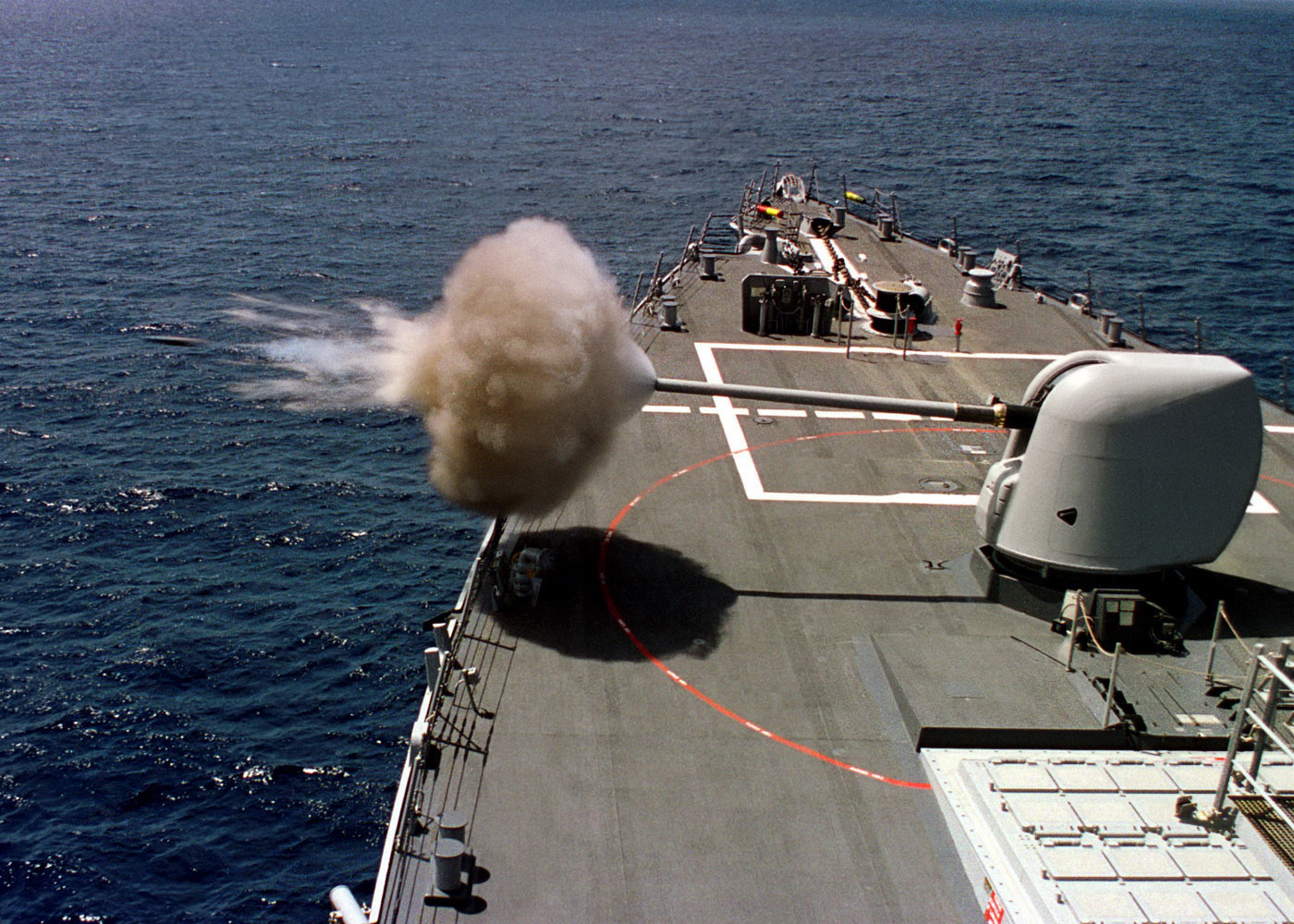
艦砲の発射の瞬間。大きな砲声が発生する

銃声（じゅうせい）とは、銃を発射した際に生じる爆発音のこと。発射する銃によって銃声は異なる。大砲の場合、砲声（ほうせい）と呼ぶ場合もある。

## 詳細

### 爆発音の理由
現代の銃で弾丸を発射するには、まず、銃身の根元の薬室と呼ばれる部分に、弾薬（カートリッジ）を装填し、遊底と呼ばれる部品で蓋をする。だいたいの場合、遊底には穴が開いており、撃針という針のような部品が通っている。
次に、撃鉄と呼ばれる部品を起こす。
撃鉄は、ばねによって常に撃針に向かって倒れようとしているが、撃鉄を完全に起こすと、シアという部品によって倒れないように保持される。
銃の引き金を引くと、シアを動かして撃鉄を開放し、撃鉄がばねの力で撃針を打つ。撃針は、弾薬の底部の雷管を打って発火させ、これをきっかけに火薬（発射薬/ガンパウダー）が燃焼して、高温高圧の燃焼ガスが発生する。
発生した高圧のガスは急激に膨張して、カートリッジ先端の弾丸を銃口から高速で押し出すと同時に、外部に放出される。このときに、非常に大きな破裂音が発生する。
ほかにも、たとえばリボルバー形式の銃の場合は、薬室と銃身の間に「シリンダーギャップ」と呼ばれる隙間があり、ここからも高圧のガスが噴出する。
自動火器の場合は、弾丸の発射後、自動的に遊底が解放され、薬室から薬莢が抜き出され、排莢口（エジェクションポート）から排出されるが、このときにも圧力の低下したガスの一部が放出される。
このように、火薬の燃焼によって発生した高圧のガスが、ほとんどは銃口から、一部はそのほかの場所から放出されることによって、破裂音が発生するのである。
一方、銃口から押し出された弾丸は、目標（あるいはそれ以外）に向かって飛行する。弾丸の速度が音速を超えていると、衝撃波が発生し、これが原因となって非常に大きな音が発生する。これも「銃声」の一部となっている。
サプレッサーは、火薬の破裂音を抑制するためのものであり、衝撃波による破裂音は抑制できない。そのため、サプレッサーに対応した亜音速弾を使用することがある。

### 騒音レベル
人間が音を感知したときに耳の痛みを感じるしきい値は130dBであるのに対して一般的な拳銃の発する銃声が140-170dBであるため、耳栓などを装着する事によって115dB以下に下げられる。

### 合図としての利用
水泳や徒競走などといった複数の人がタイムを競い合う競技では、スタートの合図として実弾を使用しないスターターピストルなどが用いられる。